# 1966年の野球
1966年の野球（1966ねんのやきゅう）では、1966年の野球界における動向をまとめる。

## 競技結果

### 日本プロ野球

#### ペナントレース
| 順位 | 球団             | 勝 | 敗 | 分 | 勝率 | 差   |
| 1位  | 読売ジャイアンツ | 89 | 41 | 4  | .685 | 優勝 |
| 2位  | 中日ドラゴンズ   | 76 | 54 | 2  | .585 | 13.0 |
| 3位  | 阪神タイガース   | 64 | 66 | 5  | .492 | 25.0 |
| 4位  | 広島カープ       | 57 | 73 | 6  | .438 | 32.0 |
| 5位  | 大洋ホエールズ   | 52 | 78 | 0  | .400 | 37.0 |
| 5位  | サンケイアトムズ | 52 | 78 | 5  | .400 | 37.0 |

| 順位 | 球団             | 勝 | 敗 | 分 | 勝率 | 差   |
| 1位  | 南海ホークス     | 79 | 51 | 3  | .608 | 優勝 |
| 2位  | 西鉄ライオンズ   | 75 | 55 | 8  | .577 | 4.0  |
| 3位  | 東映フライヤーズ | 70 | 60 | 6  | .538 | 9.0  |
| 4位  | 東京オリオンズ   | 61 | 69 | 4  | .469 | 18.0 |
| 5位  | 阪急ブレーブス   | 57 | 73 | 4  | .438 | 22.0 |
| 6位  | 近鉄バファローズ | 48 | 82 | 3  | .369 | 31.0 |

#### 日本シリーズ
| 日付                                   | 試合   | ビジター球団（先攻） | スコア   | ホーム球団（後攻） | 開催球場   |
| -------------------------------------- | ------ | -------------------- | -------- | ------------------ | ---------- |
| 10月12日（水）                         | 第1戦  | 南海ホークス         | 5 - 12   | 読売ジャイアンツ   | 後楽園球場 |
| 10月13日（木）                         | 第2戦  | 南海ホークス         | 5 - 2    | 読売ジャイアンツ   | 後楽園球場 |
| 10月14日（金）                         | 移動日 | 移動日               | 移動日   | 移動日             | 移動日     |
| 10月15日（土）                         | 第3戦  | 雨天中止             | 雨天中止 | 雨天中止           | 大阪球場   |
| 10月16日（日）                         | 第3戦  | 読売ジャイアンツ     | 3 - 2    | 南海ホークス       | 大阪球場   |
| 10月17日（月）                         | 第4戦  | 読売ジャイアンツ     | 8 - 1    | 南海ホークス       | 大阪球場   |
| 10月18日（火）                         | 第5戦  | 読売ジャイアンツ     | 3 - 4    | 南海ホークス       | 大阪球場   |
| 10月19日（水）                         | 第6戦  | 南海ホークス         | 0 - 4    | 読売ジャイアンツ   | 後楽園球場 |
| 優勝：読売ジャイアンツ（2年連続8回目） |        |                      |          |                    |            |

#### 個人タイトル
|              | セントラル・リーグ | セントラル・リーグ | セントラル・リーグ | パシフィック・リーグ | パシフィック・リーグ | パシフィック・リーグ |
| タイトル     | 選手               | 球団               | 成績               | 選手                 | 球団                 | 成績                 |
| ------------ | ------------------ | ------------------ | ------------------ | -------------------- | -------------------- | -------------------- |
| 最優秀選手   | 長嶋茂雄           | 巨人               |                    | 野村克也             | 南海                 |                      |
| 最優秀新人   | 堀内恒夫           | 巨人               |                    | 該当者なし           | 該当者なし           | 該当者なし           |
| 沢村栄治賞   | 堀内恒夫 村山実    | 巨人 阪神          |                    |                      |                      |                      |
| 首位打者     | 長嶋茂雄           | 巨人               | .344               | 榎本喜八             | 東京                 | .351                 |
| 最多本塁打   | 王貞治             | 巨人               | 48本               | 野村克也             | 南海                 | 34本                 |
| 最多打点     | 王貞治             | 巨人               | 116打点            | 野村克也             | 南海                 | 97打点               |
| 最多盗塁     | 柴田勲             | 巨人               | 46盗塁             | 山本公士             | 阪急                 | 32盗塁               |
| 最多安打     | 長嶋茂雄           | 巨人               | 163安打            | 榎本喜八             | 東京                 | 167安打              |
| 最高出塁率   | 王貞治             | 巨人               | .495               | 榎本喜八             | 東京                 | .439                 |
| 最優秀防御率 | 堀内恒夫           | 巨人               | 1.39               | 稲尾和久             | 西鉄                 | 1.79                 |
| 最多勝利     | 村山実             | 阪神               | 24勝               | 米田哲也             | 阪急                 | 25勝                 |
| 最多奪三振   | 村山実             | 阪神               | 207奪三振          | 田中勉               | 西鉄                 | 217奪三振            |
| 最高勝率     | 堀内恒夫           | 巨人               | .889               | 皆川睦男             | 南海                 | .720                 |

#### ベストナイン
|          | セントラル・リーグ | セントラル・リーグ | パシフィック・リーグ | パシフィック・リーグ |
| 守備位置 | 選手               | 球団               | 選手                 | 球団                 |
| -------- | ------------------ | ------------------ | -------------------- | -------------------- |
| 投手     | 村山実             | 阪神               | 田中勉               | 西鉄                 |
| 捕手     | 森昌彦             | 巨人               | 野村克也             | 南海                 |
| 一塁手   | 王貞治             | 巨人               | 榎本喜八             | 東京                 |
| 二塁手   | 高木守道           | 中日               | 国貞泰汎             | 南海                 |
| 三塁手   | 長嶋茂雄           | 巨人               | T.ロイ               | 西鉄                 |
| 遊撃手   | 一枝修平           | 中日               | 小池兼司             | 南海                 |
| 外野手   | 江藤慎一           | 中日               | 高倉照幸             | 西鉄                 |
| 外野手   | 中暁生             | 中日               | 張本勲               | 東映                 |
| 外野手   | 山本一義           | 広島               | 毒島章一             | 東映                 |

### 高校野球
- 第38回選抜高等学校野球大会優勝：中京商業（愛知県）
- 第48回全国高等学校野球選手権大会優勝：中京商業（愛知県）

中京商業が作新学院に続く史上2校目の春夏連覇

### 大学野球
- 第15回全日本大学野球選手権大会優勝：日本大

- 東京六大学野球連盟優勝 春：立教大、秋：早稲田大
- 東都大学野球連盟優勝 春：日本大、秋：亜細亜大
- 関西大学野球連合優勝 春：近畿大、秋：関西学院大

### 社会人野球
- 第37回都市対抗野球大会優勝：熊谷組
- 第16回日本産業対抗野球大会優勝：全鐘紡

### メジャーリーグ
- ワールドシリーズ
ボルチモア・オリオールズ（ア・リーグ） （4戦全勝） ロサンゼルス・ドジャース（ナ・リーグ）

## できごと

### 1月
- 1月7日 - サンケイスワローズは新しいニックネームとして「アトムズ」に決まったと発表[3]。

### 2月
- 2月5日 - プロ野球創立30周年を記念した「プロ野球古顔の会」が東京・銀座のニュートーキョーにて開かれる[4]。

### 3月
- 3月30日 - 大洋は前南海のジョー・スタンカの入団を正式に発表[5]。

### 4月
- 4月3日 - 選抜高等学校野球大会の決勝戦が阪神甲子園球場で午後1時より行われ、愛知県の中京商が高知県の土佐に1対0で勝利し、1959年（第31回）以来7年ぶり4度目の優勝達成[6]。
- 4月9日
  - プロ野球がセ・パ同時に開幕[7]。
  - 南海ホークスのケント・ハドリが大阪球場での対東映1回戦の4回裏に1号本塁打を放ち、プロ野球で外国人として初めて通算100本塁打を達成[8]。
- 4月13日 - 東映フライヤーズの森安敏明が後楽園球場での対南海2回戦に登板し1対0の完封勝利。初登板で完封はパ・リーグ史上3人目で高卒1年目では初[9]。

### 5月
- 5月1日 - 大洋ホエールズの佐々木吉郎が広島市民球場での対広島カープダブルヘッダー第二試合の6回戦に先発し、完全試合を達成[10]。
- 5月5日 - 【MLB】サンフランシスコ・ジャイアンツのウィリー・メイズが対ロサンゼルス・ドジャース戦で本塁打を打ち、ナショナル・リーグ新記録の通算512号本塁打となる[11]。
- 5月8日 - 東京球場での東京対東映ダブルヘッダー第2試合の5回戦で東映の西園寺昭夫が一回表に1号本塁打を打ち、プロ通算100本塁打を達成。東映の毒島章一が二回表に中前安打を打ち、プロ通算1500安打を達成[12]。
- 5月10日
  - 南海の森下整鎮が大阪球場での対西鉄4回戦に出場し、プロ通算1500試合出場を達成[13]。
  - 東映の張本勲が後楽園球場での対近鉄2回戦の二回裏に安打を放ち、プロ通算1000安打を達成[14]。
- 5月12日 - 西鉄ライオンズの田中勉が大阪球場での対南海6回戦において完全試合を達成[15]。
- 5月18日 - 東京の榎本喜八が東京スタジアムでの対南海8回戦の3回裏に5号本塁打を放ち、プロ通算150本塁打を達成[16]。
- 5月21日 - 東映の毒島章一は室蘭球場での対東映6回戦に出場し、プロ通算1500試合出場を達成[17]。
- 5月29日 - 東京の森徹が平和台球場での対西鉄7回戦に出場し、プロ通算1000試合出場を達成[18]。

### 6月
- 6月6日 - 大洋の監督の三原脩が健康診断のため東京の九段坂病院に入院[19]。
- 6月7日 - 後楽園球場での東映対東京の9回戦が7回表の東京の攻撃中にライトの故障と雷雨によってサスペンデッド・ゲームとなり、翌8日に午後6時から再開[20]。
- 6月9日 - 大洋のオーナーの中部謙吉は東京・大手町の大洋漁業本社にて記者会見し、監督の三原脩が胆石症で入院したため2週間休養し、コーチの宮崎剛が代理監督となると発表[21]。
- 6月12日 - 西鉄の清俊彦が北九州市営小倉野球場での近鉄バファローズダブルヘッダー第二試合の9回戦に先発し、ノーヒットノーランを達成[22]。
- 6月17日
  - 東京オリオンズの小山正明が東京球場での対西鉄11回戦に先発登板して無四球の完投勝利を収め、プロ野球新記録の通算58無四球試合を記録[23]。
  - 南海の皆川睦雄が大阪球場での対東映10回戦の1回表に三沢今朝治から三振を奪い、プロ通算1000奪三振を達成[24]。
- 6月19日 - 阪神の山内一弘が甲子園球場での対広島9回戦の4回裏に二塁走者で藤井栄治の適時二塁打で生還し、プロ通算1000得点を達成[25]。
- 6月23日 - 日生球場での近鉄対東京12回戦で東京が19、近鉄が16安打を記録し、パ・リーグ新記録となる両軍合計35安打。東京の成田文男が先発して6失点で完投し、パ・リーグ新記録の1試合16被安打[26]。
- 6月26日 - 中日の江藤慎一が川崎球場での対大洋ダブルヘッダー第一試合の11回戦の6回表に安打を放ち、プロ通算1000安打を達成[27]。
- 6月28日 - 西鉄の稲尾和久が平和台球場での対東京15回戦で勝利投手となり、金田正一、別所毅彦、ヴィクトル・スタルヒンに次いでプロ通算250勝を達成[28]。
- 6月30日 - 巨人の森昌彦が札幌円山球場での対阪神11回戦に出場し、プロ通算1000試合出場を達成[29]。

### 7月
- 7月12日 - 巨人の堀内恒夫が後楽園球場での対広島14回戦に先発して勝利投手となり、プロ野球タイ記録となる新人投手の開幕10連勝[30]。
- 7月17日 - 阪神の村山実が甲子園球場での対大洋17回戦に先発して完投勝ちして17勝目を挙げ、プロ通算150勝を達成[31]。
- 7月23日 - 南海の野村克也が西宮球場での対阪急13回戦の五回表に二点適時打を打ち、プロ通算1000打点を達成[32]。
- 7月26日 - サンケイは神宮球場での対中日17回戦に1-5で敗れ、本拠地の神宮球場での中日戦に20連敗となる[33]。
- 7月31日 - 阪神の権藤正利が甲子園球場での対中日19回戦の四回表に中暁生から三振を奪い、プロ通算1500奪三振を達成[34]。

### 8月
- 8月1日 - 第37回都市対抗野球野球大会の決勝戦が後楽園球場にて午後6時半から行われ、東京都の熊谷組が和歌山市の住友金属を4-3で下し、東京都が優勝[35]。
- 8月2日 - 中日の広野功が中日球場での中日対巨人14回戦において、5対3と巨人リードで迎えた9回裏に代打で起用され、堀内恒夫から代打逆転サヨナラ満塁本塁打を放ち、7対5で中日がサヨナラ勝利[36][37]。
- 8月4日 - 中日の江藤慎一が中日球場での対巨人16回戦に出場し、プロ通算1000試合出場を達成[38]。
- 8月12日 - 南海の皆川睦雄が大阪球場での対東京21回戦で勝利投手となって15勝目を挙げ、プロ通算150勝を達成[39]。
- 8月13日 - 阪神は監督の杉下茂が辞任し、総監督の藤本定義が監督に就任したと発表[40]。
- 8月14日 - 阪急の米田哲也が日生球場での対近鉄21回戦で勝利投手となって16勝目を挙げ、プロ通算200勝を達成[41]。
- 8月18日 - 巨人の王貞治が川崎球場での対大洋22回戦4回表に38号本塁打を放ち、プロ通算250本塁打を達成[42]。
- 8月24日 - 全国高等学校野球選手権大会の決勝戦が甲子園で行われ、愛知県の中京商が愛媛県の松山商に3対1で勝利し、1954年（第36回）以来12年ぶり6度目の優勝と共に、史上2校目の春夏連覇を達成。
- 8月26日 - 中日の板東英二が後楽園球場での対巨人21回戦で8回裏に救援登板し、1球投じたのみで勝利投手となる[43]。
- 8月28日
  - 西鉄の玉造陽二が日生球場での対近鉄ダブルヘッダー第2試合の20回戦に出場し、プロ通算1500試合出場を達成[44]。
  - 広島の田中尊が広島市民球場での対大洋19回戦に出場し、プロ通算1000試合出場を達成[45]。

### 9月
- 9月4日 - 阪神の権藤正利が甲子園球場での対巨人ダブルヘッダー第一試合の22回戦の三回表途中から救援登板し、プロ通算500試合登板を達成[46]。
- 9月5日 - プロ野球の1966年度の第一次新人選択会議が午後1時から銀座の日生会館で開かれる[47]。
- 9月6日 - 巨人の城之内邦雄が後楽園球場での対大洋23回戦で勝利投手となって20勝目を挙げ、プロ通算100勝を達成[48]。
- 9月10日 - 後楽園球場での巨人対サンケイ25回戦で、巨人の王貞治が五回裏と七回裏に敬遠され、プロ野球新記録となる1シーズン37個目の故意四球を記録。サンケイの岡島博治は一回表に安打を打ち、プロ通算1000安打を達成[49]。
- 9月13日 - 阪急の中田昌宏が日生球場での対近鉄22回戦で9号、10号本塁打を打ち、プロ通算150本塁打を達成[50]。
- 9月18日 - 中日球場で行われた中日対巨人22回戦で、中日はプロ野球新記録となる1試合10投手登板[51]。
- 9月19日 - 阪急の梶本隆夫が西宮球場の対南海ダブルヘッダー第一試合の25回戦に先発登板して敗戦投手となり、プロ野球新記録となるシーズン14連敗となる[52]。
- 9月23日 - 巨人対阪神24回戦が後楽園球場で行われ、巨人が阪神に4-1と勝利し、2年連続のセ・リーグ優勝[53][54]。
- 9月26日 - 中日の佐藤公博が後楽園球場での対巨人25回戦に先発し9回二死まで無安打無得点に抑えていたが、柴田勲に二塁打を打たれ、さらに二死一、二塁で森昌彦に4号逆転サヨナラ3点本塁打を打たれ、敗戦投手となる[55]。
- 9月30日 - 東京の鈴木隆は東京球場での対東映26回戦の三回表に毒島章一から三振を奪い、プロ通算1000奪三振を達成[56]。

### 10月
- 10月4日 - 南海の野村克也が大阪球場での対東映25回戦の一回裏に安打を打ち、プロ通算1500安打を達成[57]。
- 10月6日 - 南海の野村克也が大阪球場での対東映27回戦の六回裏に34号本塁打を打ち、プロ通算350本塁打を達成[58]。
- 10月9日 - 西鉄対東映のダブルヘッダー第一試合の27回戦が後楽園球場にて正午から行われ西鉄が1-2で敗れたため、先に全日程を終了していた南海のリーグ優勝が決定[59]。
- 10月12日 - サンケイの村田元一が川崎球場での対中日ダブルヘッダー第二試合の27回戦に先発して完投勝利し、プロ通算100勝を達成[60]。
- 10月18日 - 沢村賞の選考が東京運動記者クラブ加盟社の部長会によって東京・銀座の「レバンテ」にて行われ、巨人の堀内恒夫と阪神の村山実を選出[61]。
- 10月19日 - 日本シリーズの第6戦が後楽園球場において行われ、巨人が南海に4対0で勝利し、4勝2敗で2年連続日本一を達成[62]。
- 10月20日 - プロ野球の最優秀選手、最優秀新人、ベストナインを選ぶ記者投票の開票が午前10時から行われ、最優秀選手にセ・リーグは巨人の長島茂雄、パ・リーグは野村克也、最優秀選手にセ・リーグは巨人の堀内恒夫、パ・リーグは「該当者なし」に[63]。
- 10月31日 - 巨人の広岡達朗は午後4時からオーナーの正力亨と東京・銀座の読売新聞社重役室にて約一時間会談。この後、正力は「広岡達朗選手を31日付けで任意引退選手とする」と発表[64]。

### 11月
- 11月1日 - 東映はブラジル遠征のため午後、羽田空港発の日航機で出発[65]。
- 11月6日 - 日米野球11回戦の全日本対ロサンゼルス・ドジャースの試合が後楽園球場で行われ、1959年以来2度目の昭和天皇夫妻が観戦する天覧試合となり、試合は11対3で全日本が勝利[66]。
- 11月8日 - プロ野球の第2次ドラフト会議が正午から東京・銀座の日生会館にて行われ、この日は国体出場の高校生と大学生、一部の社会人を対象に行われる[67]。
- 11月18日 - 【MLB】ロサンゼルス・ドジャースのサンディー・コーファックスが右肘の故障を理由に現役引退。
- 11月22日
  - 東京は午後、東京・丸の内の東京会館にて来季の首脳陣を発表し、新監督に戸倉勝城が就任したと発表[68]。
  - 野球博物館競技者表彰委員会は午後4時から東京・銀座のコミッショナー事務局にて記者投票の開票を行ったが、規定得票数に達した候補者がいなかったため「該当者なし」と決定[69]。

### 12月
- 12月26日 - 広島の大石清と阪急の大石弥太郎のトレードが成立したと両球団が発表[70]。

## 誕生

### 1月
- 1月4日 - 上福元勤（+ 2007年）
- 1月24日 - 吉井憲治
- 1月27日 - 呉俊宏
- 1月29日 - 平塚克洋
- 1月31日 - 星野伸之

### 2月
- 2月5日 - 仲田秀司
- 2月15日 - 山内嘉弘
- 2月16日 - 宋津宇
- 2月24日 - ロッド・ブリューワ
- 2月26日 - 秋村謙宏

### 3月
- 3月17日 - 加茂川重治
- 3月22日 - 渡辺伸彦
- 3月25日 - トム・グラビン
- 3月30日 - テリー・ブロス

### 4月
- 4月2日 - 山蔭徳法
- 4月6日 - 大塚義樹
- 4月8日 - 西清孝
- 4月9日 - マリオ・ブリトー
- 4月12日 - 渡辺正和
- 4月13日 - ウェスリー・チェンバレン
- 4月14日 - グレッグ・マダックス
- 4月14日 - ボイ・ロドリゲス
- 4月20日 - 乱橋幸仁
- 4月21日 - クリス・ドネルス
- 4月22日 - 若林弘泰
- 4月26日 - 杉浦幸二
- 4月27日 - エリック・ヒルマン

### 5月
- 5月1日 - 松崎秀昭
- 5月3日 - 湯上谷宏
- 5月4日 - 白鳥浩徳
- 5月11日 - 田辺徳雄
- 5月15日 - 葉室太郎
- 5月19日 - 山崎慎太郎
- 5月19日 - 松浦宏明
- 5月24日 - ジェフ・リブジー
- 5月31日 - 白井孝幸

### 6月
- 6月11日 - 笠原栄一
- 6月12日 - 藤本健治
- 6月13日 - スコット・クールボー
- 6月18日 - サンディー・アロマー・ジュニア
- 6月24日 - 山口重幸
- 6月27日 - 嶋田章弘

### 7月
- 7月5日 - 江本晃一
- 7月6日 - 露無博文
- 7月11日 - 栁田昌夫
- 7月12日 - 井上真二
- 7月25日 - 原田明広
- 7月27日 - 川畑泰博
- 7月30日 - 熊澤秀浩

### 8月
- 8月2日 - ティム・ウェイクフィールド（+ 2023年）
- 8月2日 - 白井正勝
- 8月3日 - 石橋文雄
- 8月11日 - 上岡良一
- 8月20日 - 松井隆昌
- 8月22日 - 石田文樹（+ 2008年）
- 8月25日 - アルバート・ベル
- 8月28日 - 中根仁

### 9月
- 9月4日 - 吉田豊彦
- 9月4日 - 木下文信
- 9月19日 - 野村謙二郎
- 9月24日 - 定詰雅彦
- 9月27日 - 四條稔

### 10月
- 10月1日 - 金沢健一
- 10月6日 - 二宮正己
- 10月6日 - アーキー・シアンフロッコ
- 10月7日 - 神山一義
- 10月8日 - 湯舟敏郎
- 10月11日 - 笘篠賢治
- 10月18日 - 藤岡寛生
- 10月18日 - 御船英之
- 10月20日 - ジョナサン・ハースト

### 11月
- 11月8日 - 平井光親
- 11月8日 - 古賀豪紀
- 11月14日 - カート・シリング
- 11月14日 - 松本卓也
- 11月18日 - ロブ・マットソン
- 11月28日 - 吉田剛
- 11月29日 - 吉田修司

### 12月
- 12月1日 - ラリー・ウォーカー
- 12月7日 - 川越透
- 12月9日 - 濱中英次
- 12月25日 - 蒲谷和茂
- 12月29日 - ルイス・デロスサントス
- 12月29日 - 矢作公一
- 12月31日 - 森範行

## 死去
- 6月24日 - 長谷川繁雄（* 1932年）
- 9月1日 - 森弘太郎（* 1915年）
- 12月21日 - 土橋修（* 1944年）

## 作品
- 『ダッシュケイオウ』（慶應義塾大学野球部応援歌）